# Stuck on You
«Stuck on You» —  песня Элвиса Пресли.
В США в 1960 году в журнале «Билборд» песня «I Got Stung» в исполнении Элвиса Пресли достигла 1 места в чарте Hot 100 (суммарный чарт синглов в разных жанрах поп-музыки, главный хит-парад этого журнала), 6 места в чарте синглов в жанре ритм-н-блюза (теперь Hot R&B/Hip-Hop Songs) и 27 места в чарте синглов в жанре кантри (теперь Hot Country Songs).
В 2015 году журналист мемфисской ежедневной газеты The Commercial Appeal Крис Херрингтон в своём списке 50 лучших песен Элвиса Пресли поставил песню «Stuck on You» на 49-е место.